# Pieter Vlerick
Pieter Vlerick (Kortrijk, 1539 – Doornik, 1581) was een Vlaams kunstschilder van wie geen werk meer bekend is.

## Leven
Zijn vader was een jurist die Pieters talent herkende en hem in de leer deed bij de Willem Snellaert. Hij leerde er schilderen in tempera en vond dan een nieuwe meester in de persoon van Karel Foort te Ieper. Na twee jaar trok Vlerick naar Mechelen en naar Antwerpen, waar hij even werkte in het atelier van Jacob Floris. Dan trok hij naar Parijs en in 1562 naar Venetië. Hij werkte er vier jaar bij Tintoretto en stond klaarblijkelijk op het punt met diens dochter te trouwen, maar hij zette uiteindelijk zijn reis verder naar Rome. In 1567 was hij terug in Kortrijk. Hij vestigde zich met zijn leerling Karel van Mander in Doornik en werd er in 1569 lid van het schildersgilde. Hij bleef er tot zijn dood in 1581 aan de pest. Van Mander wijdde een vrij uitgebreide biografie aan zijn leermeester Vlerick.